# 小原佑太
小原 佑太（おばら ゆうた、1996年2月29日 - ）は、競輪選手、自転車競技選手。日本競輪選手会青森支部所属。日本競輪学校（当時。以下、競輪学校）第115期生。師匠は佐藤康紀（73期）。ホームバンク（練習地）は八戸自転車競技場。自転車競技選手としては、ドリームシーカーにも所属。

## 来歴
青森県三戸郡階上町出身。
八戸工業大学第一高等学校で自転車競技を始め、卒業後は朝日大学に進学。同大学3年時より、日本代表チーム入り。
2019年3月、競輪学校を卒業。在校時の競走成績は7位、卒業記念レースでは3位。7月6日、伊東温泉競輪場でデビューし1着。
2020年3月28日、競輪学校時代の同期である出水菜央（116期、引退）と結婚、第1子である長女が誕生。同年12月29日、GIIのヤンググランプリ（平塚競輪場）に初出場、7着。
2021年12月29日、2年連続出場となったヤンググランプリ（静岡競輪場）で優勝、タイトル獲得。
2024年パリオリンピックの自転車競技では、男子チームスプリントに太田海也、長迫吉拓とともに出場し、フランスに敗れて5位決定戦に回った後、5位決定戦で日本記録を更新する42秒078のタイムでドイツに勝利し5位となった。また、男子スプリントでは準々決勝でオーストラリアの選手に敗れ、順位決定戦に回り最終的に6位だった。

## 主な実績
2017年
- 国民体育大会　個人スプリント　優勝

2021年
- UCIネーションズカップ（香港）　チーム・スプリント　優勝[6]

2022年
- アジアトラック自転車競技選手権大会（ニューデリー）　男子エリート1㎞タイムトライアル　優勝